# Gruppo Sportivo Baratta 1939-1940
Questa voce raccoglie le informazioni riguardanti il Gruppo Sportivo Baratta nelle competizioni ufficiali della stagione 1939-1940.

## Rosa
| N. |                   | Ruolo | Calciatore             |
| -- | ----------------- | ----- | ---------------------- |
|    | Italia (bandiera) | C     | Davide Barboni         |
|    | Italia (bandiera) | D     | R. Bergonzini          |
|    | Italia (bandiera) | D     | Giorgio Coppelli       |
|    | Italia (bandiera) | D     | Raffaele D'Errico      |
|    | Italia (bandiera) | D     | Giuseppe De Luca       |
|    | Italia (bandiera) | C     | Raffaele D'Errico      |
|    | Italia (bandiera) | A     | Guglielmo Francese     |
|    | Italia (bandiera) | A     | Mario Fumai            |
|    | Italia (bandiera) | C     | Guglielmo Giannatiempo |
|    | Italia (bandiera) | C     | C. Gracovia            |

| N. |                   | Ruolo | Calciatore         |
| -- | ----------------- | ----- | ------------------ |
|    | Italia (bandiera) | P     | Ciro Isola         |
|    | Italia (bandiera) | P     | Giuseppe Lo Castro |
|    | Italia (bandiera) | D     | Angelo Mantovani   |
|    | Italia (bandiera) | A     | Vincenzo Margiotta |
|    | Italia (bandiera) | A     | Nicola Minguzzi    |
|    | Italia (bandiera) | C     | Gino Nicoli        |
|    | Italia (bandiera) | A     | Antonio Panico     |
|    | Italia (bandiera) | D     | Franco Pannoli     |
|    | Italia (bandiera) | D     | Alberto Santimone  |
|    | Italia (bandiera) | P     | Angelo Spinelli    |